# Apocalisse zombi

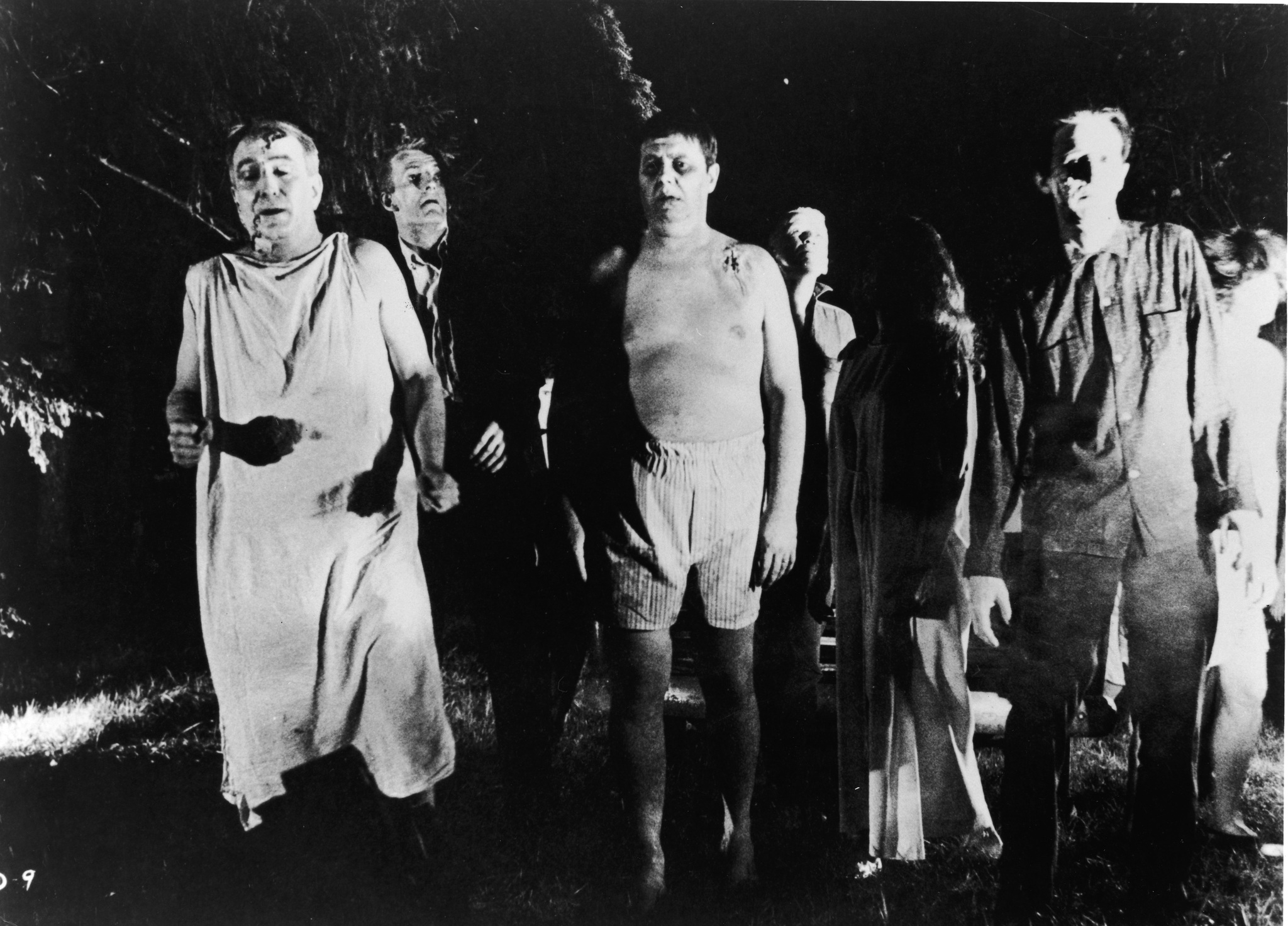
Gli zombi come ritratti nel film La notte dei morti viventi

L'apocalisse zombi è un filone narrativo nel quale il mondo civilizzato collassa sotto l'azione di morti viventi (o non-morti o zombi), i quali abbattono le strutture sociali, militari e delle forze dell'ordine in generale. In questo scenario tipico, solitamente si rilevano solo pochi sopravvissuti o bande di sopravvissuti.
In molte narrazioni, le vittime degli zombi possono diventare anch'essi zombie, se vengono morsi o se il virus che ha dato origine alla pandemia li infetta; in altre, tutti coloro che muoiono, a prescindere dalla causa, finiscono per diventare non-morti.
In tutti gli scenari, comunque, l'epidemia cresce esponenzialmente aggravando la situazione di crisi. La diffusione della "peste zombi" travolge le organizzazioni umane (forze dell'ordine, forze armate, sistema sanitario) portando al panico e al collasso della società civile, fino a quando non rimangono solo alcuni gruppi di sopravvissuti. In questa situazione, servizi di base come l'approvvigionamento idrico e l'energia elettrica si interrompono; i mass media tradizionali cessano di essere trasmessi e i governi nazionali crollano o sono messi in condizione di non poter più esercitare il proprio potere. I sopravvissuti all'apocalisse di solito si mettono alla ricerca di cibo, armi e altri generi di necessità, in un mondo ridotto a un deserto ostile prevalentemente pre-industriale. Solitamente esiste una cosiddetta "zona sicura", nella quale non ci sono infetti e in cui i sopravvissuti possono iniziare a costruire un nuovo mondo.

## Origini
Il mito degli zombi ha avuto origine ad Haiti nel XVII e XVIII secolo, quando gli schiavi africani vennero portati a lavorare nelle piantagioni di zucchero sotto il dominio della Francia. Gli schiavi credevano che se avessero posto fine alla propria vita suicidandosi sarebbero stati condannati a trascorrere l'eternità intrappolati nei propri corpi come non morti. Questo mito si è evoluto nella religione vudù nella credenza haitiana che i cadaveri fossero rianimati dagli sciamani. Il concetto di zombi alla fine si è infiltrato nella cultura occidentale con la pubblicazione del primo esempio di narrativa sugli zombi nel 1927, che era un libro intitolato The Magic Island scritto da William Seabrook. Il libro è stato poi adattato per il cinema come il film del 1932 White Zombie. Diretto da Victor Halperin e interpretato da Bela Lugosi, è stato il primo lungometraggio sugli zombi, stabilendo il sottogenere degli zombie e aprendo la strada all'apocalisse zombi nel cinema.
Una delle prime opere ispiratrici del genere fu il romanzo di Richard Matheson Io sono leggenda (1954), che racconta la storia di un sopravvissuto solitario di nome Robert Neville che combatte una guerra contro una popolazione umana trasformata in vampiri. Il romanzo è stato adattato in diverse sceneggiature, tra cui L'ultimo uomo sulla Terra (1964), con Vincent Price, 1975: Occhi bianchi sul pianeta Terra, con Charlton Heston e Io sono leggenda (2007) con Will Smith. George A. Romero si ispirò a Matheson e sviluppò l'idea con il suo film apocalittico La notte dei morti viventi (1968), ma ai vampiri sostituì dei ghul che si trascinavano quando camminavano. Romero ha dichiarato, "Gli ho confessato che fondamentalmente ho copiato l'idea da Io sono leggenda. Mi ha perdonato perché non abbiamo fatto soldi. Ha detto, 'Beh, finché non diventi ricco, va bene.'" Romero ha detto che non si è mai riferito ai mostri nel suo film come "zombi". Invece, il termine è apparso in un articolo su Cahiers du Cinéma. Romero ha commentato che le precedenti rappresentazioni di zombie nei film, "erano molto caraibiche e avevano tutto a che fare con il vudù". Al contrario, le sue versioni erano mostri carnivori tornati dalla tomba: "Abbiamo pensato a pochissime regole o poteri per loro. L'idea era che fossero i tuoi vicini in uno stato diverso. Una delle poche idee iniziali che avevamo era che dovevi sparargli in testa per ucciderli".

## Elementi della storia
Diversi temi e luoghi comuni compaiono comunemente nei film sull'apocalisse zombi:
- Le risposte ufficiali alla minaccia sono più lente del suo tasso di crescita, dando alla piaga degli zombi il tempo di espandersi oltre il contenimento. Ciò si traduce nel crollo della società. Gli zombi prendono il pieno controllo mentre piccoli gruppi di sopravvissuti devono combattere per la loro sopravvivenza[8].
- La trama segue solitamente un singolo gruppo di sopravvissuti coinvolti nell'improvviso impeto della crisi. La narrazione si concentra generalmente sui tentativi dei personaggi di sopravvivere da soli, concentrandosi sulle loro reazioni alla catastrofe e sulla conseguente sicurezza del gruppo[9].

In genere, i film hanno rappresentato gli zombi come il tipo lento, goffo e poco intelligente, reso popolare per la prima volta nel film del 1968 La notte dei morti viventi. Gli zombi sono stati ripetutamente mostrati in gruppi che camminavano lentamente, dimostrando un comportamento del gregge e sopraffacendo le vittime con la forza del numero (ossia attaccandole in gruppi numerosi). Negli anni 2000, diversi film hanno mostrato zombi più agili, feroci, intelligenti e più forti del modello tradizionale. In molti casi di questi zombi "veloci", ad esempio in 28 giorni dopo, Zombieland, Dying Light, The Last of Us e Left 4 Dead, la trama non coinvolge cadaveri rianimati, ma esseri umani viventi infettati da un agente patogeno. La tecnologia CGI migliorata e l'ascesa dei videogiochi sparatutto in prima persona hanno portato alla sostituzione del comportamento del gregge con zombi capaci di correre, saltare e attaccare come individui.

## Sottotesto tematico
Fin dagli inizi del genere, i registi hanno utilizzato l'apocalisse zombi come metafora per varie paure culturali e tensioni sociali, tra cui la diffusione di malattie e pestilenze. La narrazione di un'apocalisse zombi porta forti legami con il turbolento panorama sociale degli Stati Uniti negli anni '60, quando fu creato il capostipite di questo genere, il film La notte dei morti viventi.
All'epoca in cui Romero stava girando il film, gli americani stavano guardando immagini televisive di vari eventi violenti, tra cui le rivolte di Newark del 1967, la sommossa di Detroit del 1967 e la guerra del Vietnam. Erin C. Cassese, professore associato di scienze politiche, ha commentato che i timori pubblici sulle tensioni razziali si riflettono nei volti dell'orda di zombi nel film e la loro disumanizzazione è un avvertimento sulla psicologia umana. Questo commento sulla guerra civile tra razze era tuttavia accidentale. Romero aveva assunto l'attore afroamericano Duane Jones semplicemente perché era il miglior attore, ma ha osservato che, dopo aver terminato il film, "quella stessa notte abbiamo sentito la notizia che Martin Luther King era stato colpito. C'erano rivolte razziali ovunque". Christopher Shaw scrivendo per The Guardian ha osservato che il film successivo del 1978 di Romero, Zombi, è una satira sulla società dei consumi. Nel film, gli zombi invadono un centro commerciale dove i sopravvissuti si sono rifugiati. Javier Zarracina per Vox ha commentato: "Gli zombi in Zombi sottolineano le paure del capitalismo e del consumo insensato che hanno sconvolto la fine degli anni '70". Dagli anni '80, l'apocalisse zombi è stata guidata dalla paura del contagio globale, dovuto alla comparsa dell'ebola nel 1976, dell'AIDS nel 1980, dell'influenza aviaria a metà degli anni '90 e della SARS nel 2003.
Questa paura del contagio ha fornito ai creatori una nuova spiegazione per l'apocalisse zombi. Il concetto di contagio è stato utilizzato nel videogioco Resident Evil del 1996 e nel film 28 giorni dopo del 2002. Dall'inizio della serie televisiva post-apocalittica The Walking Dead nel 2010, il tema predominante è passato dalla paura dell'orda zombi alla paura degli altri umani. La serie si concentra su piccoli gruppi di sopravvissuti spinti dall'autoconservazione e protetti da muri progettati per tenere fuori sia gli zombi che gli altri sopravvissuti. Max Brooks ha affermato che il genere zombi consente alle persone di affrontare la propria ansia per la fine del mondo. Ha commentato, "Le persone hanno molta ansia per il futuro. Sono costantemente colpite da queste catastrofi molto spaventose e molto globali. Penso che molte persone pensino che il sistema stia crollando e, proprio come negli anni '70, le persone abbiano bisogno di un 'luogo sicuro' per esplorare le loro preoccupazioni apocalittiche". Kim Paffenroth ha osservato che "più di qualsiasi altro mostro, gli zombi sono completamente e letteralmente apocalittici... segnalano la fine del mondo come lo abbiamo conosciuto".

## Ricezione
La reazione iniziale del pubblico al genere apocalittico zombi fu immediatamente positiva. Quando La notte dei morti viventi debuttò al Fulton Theater di Pittsburgh il 1º ottobre 1968, il film fu un successo immediato e fu ben accolto dagli spettatori in America e in Europa. Ricevette elogi dalla rivista Sight and Sound in Gran Bretagna e dai Cahiers du Cinéma in Francia. Al contrario, l'accoglienza della critica fu principalmente negativa. Un recensore di Variety commentò che il film sollevava "dubbi sul futuro del movimento cinematografico regionale e sulla salute morale degli spettatori che optano allegramente per un sadismo senza ritegno". La violenza rappresentata nel film causò particolari controversie. Diversi decenni dopo l'uscita del film, la popolarità del genere non ha fatto che aumentare. Film come 28 giorni dopo , L'alba dei morti viventi, L'alba dei morti dementi e Benvenuti a Zombieland, così come i videogiochi della serie Resident Evil e The Last of Us sono stati grandi successi commerciali. Nel 2010, Frank Darabont, produttore esecutivo di The Walking Dead, ha commentato: "Essere un fan dei film sugli zombi è stata una cosa davvero da sottocultura per molti decenni. Negli ultimi cinque anni, è diventato massicciamente mainstream".

## In altri media

### Ricerca accademica
Anche se una quarantena aggressiva potrebbe contenere l'epidemia o una cura potrebbe portare alla coesistenza di umani e zombi, il modo più efficace per contenere l'ascesa dei non morti è colpire duramente e spesso.

— Philip Munz, Ioan Hudea, Joe Imad e Robert J. Smith, "Quando gli zombi attaccano!" (2009)
Secondo un'analisi epidemiologica del 2009 della Carleton University e dell'Università di Ottawa, un'epidemia di zombi lenti "probabilmente porterà al collasso della civiltà, a meno che non venga affrontata rapidamente". Sulla base di modelli matematici, gli autori hanno concluso che le strategie offensive erano le più affidabili, a causa dei rischi che possono compromettere una quarantena. Hanno anche scoperto che una cura lascerebbe pochi esseri umani in vita, poiché ciò farebbe poco per rallentare il tasso di infezione. Lo studio ha determinato che il risultato più probabile a lungo termine di un'epidemia del genere sarebbe l'estinzione degli esseri umani. Questa conclusione deriva dal ragionamento dello studio secondo cui il rischio epidemiologico primario degli zombi è la continua crescita della popolazione infetta, un fenomeno che cesserebbe solo con l'infezione o la morte di tutti gli esseri umani sopravvissuti.
Nel 2017, un gruppo di studenti del Dipartimento di Fisica e Astronomia dell'Università di Leicester ha utilizzato un modello epidemiologico chiamato modello SIRS per tracciare la diffusione di un'infezione da zombi. I loro risultati sono stati presentati nel Journal of Physics Special Topics. Lo studio ha concluso che al 100° giorno dell'epidemia, sarebbero rimasti solo 273 sopravvissuti umani, superati numericamente di un milione a uno dai non morti. Uno studio di follow-up che ha utilizzato diversi parametri ha dimostrato che la popolazione umana potrebbe riprendersi.

### Governo
Il 18 maggio 2011, i Centers for Disease Control and Prevention (CDC) hanno pubblicato un articolo, Preparedness 101: Zombie Apocalypse, che fornisce suggerimenti su come prepararsi a sopravvivere a un'invasione di zombi. In un post sul blog, il chirurgo generale assistente Ali S. Khan ha scritto: "Esatto, ho detto apocalisse zombi. Ora potresti ridere, ma quando accadrà sarai felice di aver letto questo". Il post forniva istruzioni per prepararsi a un assalto di zombi, come un modo comico per preparare il pubblico a emergenze simili, come un uragano o una pandemia. Il portavoce del CDC Dave Daigle ha affermato che la campagna era una risposta a una domanda sul fatto che gli zombie fossero un potenziale pericolo a causa delle radiazioni in Giappone.
Nel documento non classificato intitolato "CONOP 8888", gli ufficiali del Comando Strategico degli Stati Uniti hanno utilizzato uno scenario di apocalisse zombi come modello di addestramento per operazioni, emergenze e catastrofi, come strumento per insegnare ai cadetti i concetti di base dei piani militari e della preparazione ai disastri utilizzando la sua premessa certamente stravagante.

## Influenza ed eredità
Nel 2018, The Independent ha riportato i risultati di un sondaggio condotto da Now, che ha rilevato che quasi il 25% degli inglesi aveva un piano per sopravvivere a un'apocalisse zombi. Il sondaggio ha anche rilevato che uno su sei aveva preso in considerazione l'idea di mettere in atto un kit di sopravvivenza. La maggior parte degli intervistati credeva che l'apocalisse zombi sarebbe iniziata a New York City e si sarebbe diffusa a Londra. Ha anche scoperto che uno su dieci intervistati credeva che sarebbe sopravvissuto solo per una settimana in un mondo post-apocalittico.